# Whitmore Hall

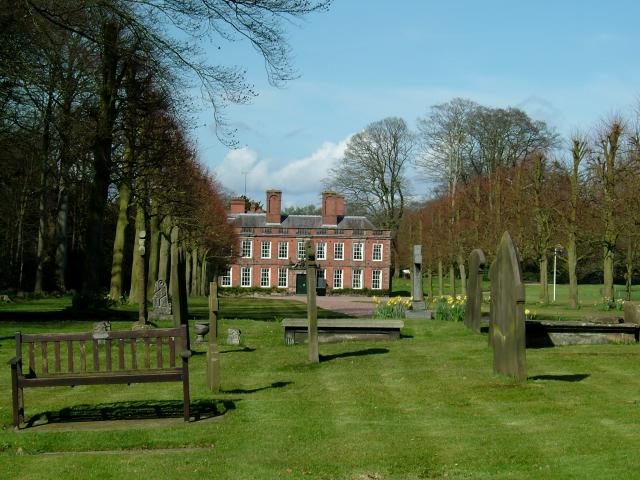
Fachada do Whitmore Hall.

Whitmore Hall é um palácio rural localizado em Whitmore, no Staffordshire, Inglaterra. O edifício, que é a residência da família Cavenagh-Mainwaring, tem o estatuto de listed building classificado com o Grau I, tendo sido designado como uma casa de notável interesse arquitectónico e histórico e constituindo um bom exemplo de solar em Estilo Caroliniano. 

## História
A propriedade de Whitmore foi adquiria pela família Mainwaring quando Edward Mainwaring, de Biddulph, casou com a herdeira de Whitmore, Alice Boghay, no século XVI. Desde então, a propriedade tem sido sempre detida pelos seus descendentes. Os Mainwaring de Whitmore são descendentes dos Mainwaring de Over-Peover, Cheshire (Baronetes Mainwaring no século XVII). Cinco membros da família, todos com o nome de Edward Mainwaring, serviram como Alto Xerife de Staffordshire entre 1645 e 1767.
O palácio, construído em tijolo vermelho no reinado de Carlos II e completado em 1676, tem uma frontaria balaustrada de nove secções e dois pisos. Possui um bloco de estábulos em Estilo Isabelino invulgarmente bem preservado. 
O palácio esteve arredado a partir de cerca de 1863 até que a família voltou a ocupá-lo, na década de 1920. Um dos arrendatários, o fabricante de cerâmica Thomas Twyford, ocupou o edifício durante 30 anos.
Whitmore Hall é uma residência privada, encontrando-se aberto ao público, apenas, dois dias por semana entre Maio e Agosto.